# دیوردی گوتسوگی
دیوردی گوتسوگی (مجاری: György Guczoghy؛ زادهٔ ۳ مارس ۱۹۶۲) ژیمناست هنری اهل مجارستان بود.
وی در مسابقات کشوری و بین‌المللی در مجموع برندهٔ ۱ مدال برنز شده‌است.